# Жестоке девојке
Жестоке девојке (енгл. The Heat) је америчка акциона комедија, редитеља Пола Фајга. Светска премијера одржана је 17. јуна 2013. у Сава центру у Београду.

## Радња
Сандра тумачи уштогљену детективку ФБИ-ја, која добија задатак да прати и ухапси опасног руског мафијаша. У томе јој, на њену жалост, помаже луцкаста и неконвенционална колегиница из Бостона.

## О филму
Дана десетог јула, снимање филма је прекинуто пошто је градски аутобус улетео на сет, те је повређено једанаест особа. Истог момента су превезени у једну бостонских болница, где су лекари утврдили да нико од њих нема озбиљне повреде. Сутрадан је, само два блока од сета, један младић преминуо од последица убода ножем, а двојица су претрпели лакше телесне повреде.
Неколико месеци пре светске премијере филма Жестоке девојке, најављено је снимање наставка. У Холивуду је снимање наставка, а да први део још увек није ни приказан публици, веома редак случај. Критичари тврде да су редитељ и продуценти сигурни у успех филма који су снимили.

## Улоге
| Глумац          | Улога         |
| --------------- | ------------- |
| Сандра Булок    | Сара Ешберн   |
| Мелиса Макарти  | Шенон Малин   |
| Мајкл Рапапорт  | Џејсон Малин  |
| Тони Хејл       |               |
| Марлон Вејанс   | Леви          |
| Ден Бакедал     | Крејг         |
| Мајкл Макдоналд |               |
| Таран Килам     | Адам          |
| Кејтлин Олсон   |               |
| Демијан Бичир   | Хејл          |
| Бил Бур         | Борис Вулсвич |